# Diarios (Witold Gombrowicz)
El Diario del escritor polaco Witold Gombrowicz es una compilación y corrección de los artículos que éste publicó mensualmente, entre los años 1953 y 1969, en la revista Kosmos, y que en castellano fueron traducidos por Bozena Zaboklicka y Francesc Miravitlles.
Escrito primero en Buenos Aires, y después en París, el Diario documenta las reflexiones de Witold Gombrowicz sobre literatura, filosofía, y sobre su condición de escritor polaco exiliado. Dentro del género, está considerado como uno de los mejores diarios de escritores del siglo XX.